# Hoeryong
Hoeryŏng är en stad i provinsen Norra Hamgyong i nordöstra Nordkorea. Den är belägen vid Tumenfloden vid gränsen mot Kina. Den närmaste orten på den kinesiska sidan är Sanhe som lyder under staden Longjing i Jilin-provinsen, ett stycke norrut (nedströms). Stadens befolkning uppgick till 153 532 invånare vid folkräkningen 2008, med 92 494 invånare i själva centralorten.
Staden grundades på 1400-talet av kung Sejong den store som en av sex gränsposteringar. Den ligger i ett bergigt område med många gruvor och har tillverkning av gruvutrustning, ett pappersbruk och en lärarhögskola uppkallad efter Kim Jong-suk.
I staden föddes 1917 Kim Jong-suk, som 1937 blev Kim Il Sungs första fru och 1941 mor till Kim Jong Il. 20 km nordost om staden ligger Hoeryongfånglägret (även känt som läger 22), för politiska fångar, grundlagt 1965 och utbyggt under 1980- och 1990-talen.
Åren 2009-2012 har stadskärnan och bron över Tumenfloden rustats upp för att ta emot kinesiska turister. Flera nya restauranger har enbart öppet på helgerna, när turisterna kommer över. Till sevärdheterna hör en staty av Kim Jong-suk.